# 高凌雯

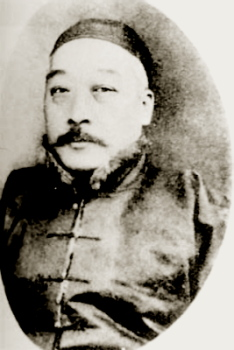
高凌雯

高凌雯（1861年—1945年），字彤皆，光绪十九年（1893年）举人，天津人，教育家，史学家，为严修所倡导的崇化学会的主要成员之一，铃鐺阁中学创建人。早年曾任学部普通司主事。1901年与林墨青、王小铁在天津城西稽古书院遗址，创立铃鐺阁中学。成为天津开办最早的公立学校。此后在徐世昌提议下致力于天津文史方志工作。经过3年收集资料和4年的编修，完成《天津县新志》28卷。

## 作品
- 《志众随笔》
- 《毡推记》
- 《一录》
- 《天津文汇》
- 《天津诗人小集》
- 《刚训斋诗集》
- 《刚训斋文集》